# Serrat (Queralbs)
Serrat es una entidad de población española del municipio de Queralbs, perteneciente a la provincia de Gerona, en la comunidad autónoma de Cataluña.

## Historia
Hacia mediados del siglo XIX, el lugar ya pertenecía al municipio de Queralbs. Aparece descrito en el decimocuarto volumen del Diccionario geográfico-estadístico-histórico de España y sus posesiones de Ultramar de Pascual Madoz con las siguientes palabras:

SERRAT: l. en la prov. de Gerona (30 leg.), part. jud. de Ribas (1), aud. terr., c. g. de Barcelona (36), dióc. de Seo de Urgel (12) y ayunt. de Queralps: sit. en medio de elevadas montañas, á orillas del r. Fraser; reinan con frecuencia los vientos del O.; su clima es frio, pero sano: corresponde esta pobl. en lo eclesiástico á la parr. de San Saturnino de Fustañá. El térm. confina con el reino de Francia, Tragurá y Ribas. prod.: centeno, patatas y legumbres; cria ganado, caza, y pesca de truchas. pobl. y riqueza, unida á Queralps.
(Madoz, 1849, p. 203)

En 2023, la entidad singular de población de Serrat tenía empadronados 26 habitantes, 20 de ellos en el núcleo de población de ese nombre y 6 en diseminado.